# Saison 2016-2017 de l'Aviron bayonnais rugby pro
Cette page présente la saison 2016-2017 de l'Aviron bayonnais rugby pro en Top 14 et en Challenge européen.

## Entraîneurs
- Nicolas Morlaes : Directeur sportif
- Vincent Etcheto : entraineur principal
- Dewald Senekal : entraineur des avants
- Simone Santa Maria : entraineur de la défense

## La saison
Budget
Récit

## Effectif 2016-2017
| Nom                     | Poste            | Naissance         | Nationalité sportive | Sélections (points marqués) | Dernier club             | Arrivée au club (année) |
| ----------------------- | ---------------- | ----------------- | -------------------- | --------------------------- | ------------------------ | ----------------------- |
| Ugo Boniface            | Pilier           | 21 juillet 1998   | France               | -                           | SU Agen                  | 2016                    |
| Ben Broster             | Pilier           | 7 mai 1982        | Pays de Galles       | -                           | Biarritz olympique       | 2016                    |
| Richard Choirat         | Pilier           | 28 septembre 1984 | France               | -                           | FC Grenoble              | 2015                    |
| Adrien Bordenave        | Pilier           | 29 juillet 1993   | France               | -                           | Formé au club            | 2015                    |
| Mathis Dumain           | Pilier           | 11 avril 1997     | France               | -                           | SU Agen                  | 2016                    |
| Aretz Iguiniz           | Pilier           | 3 juin 1983       | France               | -                           | Stade hendayais          | 2005                    |
| Jérôme Schuster         | Pilier           | 29 juin 1985      | France               | -                           | Tarbes PR                | 2016                    |
| José Ramon Ayarza       | Pilier           | 28 août 1993      | Chili                | -                           | ROC La Voulte-Valence    | 2016                    |
| Davit Khinchagishvili   | Pilier           | 24 juillet 1982   | Géorgie              |                             | Racing 92                | 2016                    |
| Florian Lapeyrade (en)  | Pilier           | 9 août 1990       | France               | -                           | Formé au club            | 2013                    |
| Toma'akino Taufa        | Pilier           | 9 mars 1995       | Tonga                | -                           | Formé au club            | 2016                    |
| Lorenzo Cittadini       | Pilier           | 17 décembre 1982  | Italie               |                             | Wasps                    | 2016                    |
| Jon Zabala              | Pilier           | 26 novembre 1996  | Espagne              | -                           | Getxo Artea Rugby Taldea | 2016                    |
| Grégory Arganese        | Talonneur        | 15 septembre 1982 | Italie               | -                           | Racing 92                | 2012                    |
| Simon Labouyrie         | Talonneur        | 15 octobre 1991   | France               | -                           | Formé au club            | 2014                    |
| Manu Leiataua           | Talonneur        | 26 décembre 1986  | Fidji                |                             | Stade aurillacois        | 2016                    |
| Guillaume Ducat         | Deuxième ligne   | 20 mai 1996       | France               | -                           | Tarbes                   | 2015                    |
| Pierre Gayraud          | Deuxième ligne   | 27 mars 1992      | France               | -                           | USA Perpignan            | 2012                    |
| Adam Jaulhac            | Deuxième ligne   | 31 janvier 1988   | France               | -                           | Union Bordeaux Bègles    | 2016                    |
| Evrard Dion Oulai       | Deuxième ligne   | 22 juin 1993      | Côte d'Ivoire        | -                           | US Carcassonne           | 2016                    |
| Tom Donnelly            | Deuxième ligne   | 1er octobre 1981  | Nouvelle-Zélande     |                             | Montpellier HR           | 2016                    |
| Pelu Taele-Pavihi       | Deuxième ligne   | 28 septembre 1981 | Samoa                |                             | Biarritz olympique       | 2014                    |
| Pablo Huete             | Deuxième ligne   | 11 janvier 1989   | Chili                | -                           | RC Massy                 | 2015                    |
| Jean-Jo Marmouyet       | Troisième ligne  | 9 août 1984       | France               | -                           | Formé au club            | 2006                    |
| Thibault Visensang (en) | Troisième ligne  | 8 janvier 1991    | Espagne              |                             | SC Albi                  | 2014                    |
| Dwayne Haare            | Troisième ligne  | 9 juin 1980       | Nouvelle-Zélande     | -                           | RC Narbonne              | 2007                    |
| Makatuki Polutele       | Troisième ligne  | 15 février 1996   | France               | -                           | Olympique de Nouméa      | 2013                    |
| Benjamin Macome (en)    | Troisième ligne  | 10 janvier 1986   | Argentine            |                             | Stade français           | 2014                    |
| Jean-Blaise Lespinasse  | Troisième ligne  | 3 juin 1993       | France               | -                           | Union Bordeaux-Bègles    | 2016                    |
| Tanerau Latimer         | Troisième ligne  | 16 mai 1986       | Nouvelle-Zélande     | -                           | Blues                    | 2016                    |
| Jean Monribot (cap.)    | Troisième ligne  | 11 octobre 1987   | France               | -                           | SU Agen                  | 2013                    |
| Baptiste Chouzenoux     | Troisième ligne  | 9 août 1990       | France               | -                           | Formé au club            | 2014                    |
| Pieter-Jan van Lill     | Troisième ligne  | 4 décembre 1983   | Namibie              |                             | US Dax                   | 2015                    |
| John Beattie            | Troisième ligne  | 21 novembre 1985  | Écosse               |                             | Castres olympique        | 2016                    |
| Guillaume Rouet         | Demi de mêlée    | 13 août 1988      | Espagne              |                             | Hasparren Athletic Club  | 2008                    |
| Bastien Duhalde         | Demi de mêlée    | 4 janvier 1993    | France               | -                           | CA Brive                 | 2016                    |
| Emmanuel Saubusse       | Demi de mêlée    | 23 novembre 1989  | France               | -                           | Stade montois            | 2016                    |
| Willie du Plessis       | Demi d'ouverture | 5 juin 1990       | Afrique du Sud       | -                           | RC Toulon                | 2015                    |
| Lucas Meret             | Demi d'ouverture | 30 janvier 1995   | France               | -                           | Union Bordeaux Bègles    | 2015                    |
| Luigi Tarozzi           | Demi d'ouverture | 5 mai 1998        | France               | -                           | SU Agen                  | 2016                    |
| Raphaël Lagarde         | Demi d'ouverture | 30 octobre 1988   | France               | -                           | SC Albi                  | 2016                    |
| Thibault Lacroix        | Centre           | 14 mai 1985       | France               |                             | Union Bordeaux-Bègles    | 2015                    |
| Kade Poki (en)          | Centre           | 17 juin 1988      | Nouvelle-Zélande     | -                           | Tasman                   | 2016                    |
| Adam Whitelock          | Centre           | 17 avril 1987     | Nouvelle-Zélande     | -                           | Crusaders                | 2014                    |
| Bastien Fuster (en)     | Centre           | 21 janvier 1992   | France               | -                           | Formé au club            | 2012                    |
| Gabiriele Lovobalavu    | Centre           | 20 juin 1985      | Fidji                |                             | RC Toulon                | 2012                    |
| Félix Le Bourhis        | Centre           | 7 avril 1988      | France               |                             | Union Bordeaux Bègles    | 2016                    |
| Julien Jané             | Ailier           | 12 septembre 1989 | France               | -                           | Racing 92                | 2015                    |
| Martin Laveau           | Ailier           | 6 septembre 1996  | France               | -                           | Formé au club            | 2015                    |
| Maile Mamao             | Ailier           | 7 janvier 1996    | Tonga                | -                           | Formé au club            | 2015                    |
| Julien Tisseron         | Ailier           | 12 août 1995      | France               | -                           | Formé au club            | 2015                    |
| Romain Martial          | Ailier           | 13 novembre 1984  | France               | -                           | Castres olympique        | 2015                    |
| Simon Maillard          | Ailier           | 22 janvier 1995   | France               | -                           | Stade rouennais          | 2016                    |
| Martín Bustos Moyano    | Arrière          | 12 juin 1985      | Argentine            |                             | Montpellier HR           | 2013                    |
| Jon Elissalde (en)      | Arrière          | 2 décembre 1992   | France               | -                           | Formé au club            | 2013                    |
| Benjamin Thiéry         | Arrière          | 2 juin 1984       | France               |                             | FC Grenoble Rugby        | 2015                    |

## Calendrier[3]
| Date du match     | Domicile              | Extérieur             | Score (bonus) | Lieu du match          | Catégorie             | Classement |
| ----------------- | --------------------- | --------------------- | ------------- | ---------------------- | --------------------- | ---------- |
| 5 août 2016       | Aviron bayonnais      | Zebre                 | 35 - 28       | Stade Jean-Dauger      | Amical                | -          |
| 11 août 2016      | Aviron bayonnais      | Racing 92             | 14 - 29       | Stade Jean-Dauger      | Amical                | -          |
| 21 août 2016      | Aviron bayonnais      | RC Toulon             | 28 - 23 (BD)  | Stade Jean-Dauger      | 1re journée de Top 14 | 5          |
| 27 août 2016      | Aviron bayonnais      | Castres olympique     | 12 - 12       | Stade Jean-Dauger      | 2e journée de Top 14  | 3          |
| 3 septembre 2016  | Section paloise       | Aviron bayonnais      | (BO) 25 - 9   | Stade du Hameau        | 3e journée de Top 14  | 10         |
| 17 septembre 2016 | Union Bordeaux Bègles | Aviron bayonnais      | 40 - 20       | Stade Chaban-Delmas    | 4e journée de Top 14  | 13         |
| 17 septembre 2016 | Aviron bayonnais      | Montpellier HR        | 9 - 21        | Stade Jean-Dauger      | 5e journée de Top 14  | 13         |
| 24 septembre 2016 | Stade rochelais       | Aviron bayonnais      | (BO) 34 - 17  | Stade Marcel-Deflandre | 6e journée de Top 14  | 13         |
| 1er octobre 2016  | Aviron bayonnais      | Lyon OU               | 22 - 22       | Stade Jean-Dauger      | 7e journée de Top 14  | 13         |
| 8 octobre 2016    | FC Grenoble           | Aviron bayonnais      | (BO) 44 - 16  | Stade des Alpes        | 8e journée de Top 14  | 14         |
| 29 octobre 2016   | Aviron bayonnais      | Racing 92             | 3 - 16        | Stade Jean-Dauger      | 9e journée de Top 14  | 14         |
| 5 novembre 2016   | CA Brive              | Aviron bayonnais      | 26 - 9        | Stade Amédée-Domenech  | 10e journée de Top 14 | 14         |
| 12 novembre 2016  | Aviron bayonnais      | ASM Clermont          | 22 - 14       | Stade Jean-Dauger      | 11e journée de Top 14 | 14         |
| 20 novembre 2016  | Aviron bayonnais      | Stade toulousain      | 16 - 13 (BD)  | Stade Jean-Dauger      | 12e journée de Top 14 | 13         |
| 3 décembre 2016   | Stade français        | Aviron bayonnais      | (BO) 51 - 5   | Stade Jean-Bouin       | 13e journée de Top 14 | 13         |
| 23 décembre 2016  | Aviron bayonnais      | Stade rochelais       | 17 - 42 (BO)  | Stade Jean-Dauger      | 14e journée de Top 14 | 14         |
| 31 décembre 2016  | Castres olympique     | Aviron bayonnais      | (BO) 47 - 18  | Stade Pierre-Antoine   | 15e journée de Top 14 | 14         |
| 29 janvier 2017   | Aviron bayonnais      | CA Brive              | 33 - 23       | Stade Jean-Dauger      | 17e journée de Top 14 | 14         |
| 11 février 2017   | Racing 92             | Aviron bayonnais      | (BO) 59 - 20  | Stade Yves-du-Manoir   | 16e journée de Top 14 | 14         |
| 18 février 2017   | ASM Clermont          | Aviron bayonnais      | (BO) 46 - 27  | Stade Marcel-Michelin  | 18e journée de Top 14 | 14         |
| 4 mars 2017       | Aviron bayonnais      | Section paloise       | 25 - 25       | Stade Jean-Dauger      | 19e journée de Top 14 | 14         |
| 11 mars 2017      | RC Toulon             | Aviron bayonnais      | (BO) 82 - 14  | Stade Mayol            | 20e journée de Top 14 | 14         |
| 18 mars 2017      | Aviron bayonnais      | Union Bordeaux Bègles | 24 - 20 (BD)  | Stade Jean-Dauger      | 21e journée de Top 14 | 14         |
| 25 mars 2017      | Lyon OU               | Aviron bayonnais      | (BO) 52 - 7   | Matmut Stadium Gerland | 22e journée de Top 14 | 14         |
| 8 avril 2017      | Aviron bayonnais      | Stade français        | 16 - 32 (BO)  | Stade Jean-Dauger      | 23e journée de Top 14 | 14         |
| 16 avril 2017     | Montpellier HR        | Aviron bayonnais      | (BO) 61 - 22  | Altrad Stadium         | 24e journée de Top 14 | 14         |
| 29 avril 2017     | Aviron bayonnais      | FC Grenoble           | 43 - 35       | Stade Jean Dauger      | 25e journée de Top 14 | 14         |
| 6 mai 2017        | Stade toulousain      | Aviron bayonnais      | (BO) 40 -12   | Stade Ernest-Wallon    | 26e journée de Top 14 | 14         |

| Rang | Club                  | J  | V  | N | D  | Bo | Bd | Pm  | Pe  | Diff | Pts |
| ---- | --------------------- | -- | -- | - | -- | -- | -- | --- | --- | ---- | --- |
| 1    | Stade rochelais       | 26 | 17 | 3 | 6  | 6  | 5  | 707 | 498 | +209 | 85  |
| 2    | ASM Clermont          | 26 | 15 | 3 | 8  | 8  | 4  | 800 | 562 | +238 | 78  |
| 3    | Montpellier HR        | 26 | 16 | 0 | 10 | 7  | 5  | 750 | 564 | +186 | 76  |
| 4    | RC Toulon             | 26 | 14 | 2 | 10 | 5  | 4  | 674 | 511 | +163 | 69  |
| 5    | Castres olympique     | 26 | 13 | 1 | 12 | 5  | 4  | 667 | 509 | +158 | 63  |
| 6    | Racing 92 (T)         | 26 | 14 | 1 | 11 | 3  | 1  | 586 | 616 | -30  | 62  |
| 7    | Stade français Paris  | 26 | 12 | 1 | 13 | 5  | 4  | 643 | 638 | +5   | 59  |
| 8    | CA Brive              | 26 | 13 | 1 | 12 | 0  | 4  | 577 | 634 | -57  | 58  |
| 9    | Section paloise       | 26 | 12 | 1 | 13 | 2  | 5  | 604 | 701 | -97  | 57  |
| 10   | Lyon OU (P)           | 26 | 11 | 2 | 13 | 3  | 4  | 573 | 632 | -59  | 55  |
| 11   | Union Bordeaux Bègles | 26 | 11 | 1 | 14 | 2  | 6  | 569 | 581 | -12  | 54  |
| 12   | Stade toulousain      | 26 | 11 | 0 | 15 | 3  | 6  | 537 | 561 | -24  | 53  |
| 13   | FC Grenoble           | 26 | 7  | 1 | 18 | 2  | 6  | 611 | 852 | -241 | 38  |
| 14   | Aviron bayonnais (P)  | 26 | 6  | 3 | 17 | 0  | 0  | 466 | 905 | -439 | 30  |

### Challenge européen
Dans le Challenge européen, l'Aviron bayonnais fait partie de la poule 1 et est opposée aux Anglais de Gloucester RFC, des Italiens du Benetton Trévise , et aux Français du Stade rochelais.
| - Aviron bayonnais - Gloucester RFC : 27 - 47 - Stade rochelais - Aviron bayonnais : 51 - 24 - Aviron bayonnais - Benetton Trévise : 15 - 28 | - Gloucester RFC - Aviron bayonnais - : 64 - 19 - Aviron bayonnais - Stade rochelais : 14 - 24 - Benetton Trévise - Aviron bayonnais : 21 - 17 |

Avec 6 défaites, l'Aviron bayonnais termine 4e de la poule 1 et n'est pas qualifié.

| Rang | Équipe           | J | V | N | D | Em | Ee | Bo | Bd | Pm  | Pe  | Diff | Pts |
| ---- | ---------------- | - | - | - | - | -- | -- | -- | -- | --- | --- | ---- | --- |
| 1    | Gloucester RFC   | 6 | 5 | 0 | 1 | 31 | 14 | 5  | 0  | 237 | 110 | +127 | 25  |
| 2    | Stade rochelais  | 6 | 5 | 0 | 1 | 24 | 10 | 4  | 0  | 203 | 104 | +99  | 24  |
| 3    | Benetton Trévise | 6 | 2 | 0 | 4 | 9  | 23 | 0  | 0  | 75  | 182 | -107 | 8   |
| 4    | Aviron bayonnais | 6 | 0 | 0 | 6 | 13 | 30 | 0  | 1  | 116 | 235 | -119 | 1   |

## Statistiques

### Statistiques collectives
Attaque
Défense

### Statistiques individuelles
Meilleur réalisateur